# Lizard Island
Lizard Island (aborg. Jiigurru) – wyspa u wybrzeży Australii, tworząca grupę wraz z wyspami Palfrey, Południową i Ptasią, należąca administracyjnie do stanu Queensland. Wyspa prawie całkowicie wchodzi w skład Parku Narodowego Lizard Island.
Wyspa o pochodzeniu kontynentalnym, powstała w wyniku erozji lądowego pomostu z kontynentalną Australią. Zbudowana ze skał granitowych, pokrywają je ubogie i suche gleby piaszczyste powstałe w procesie erozji podłoża. Porośnięta przez trawy z rodzaju Themeda, eukaliptus, Thryptomene oligandra, jukę i akacje. Równoleżnikowo przecina Lizard Island dolina położona na południe od Cook Point, gdzie spływająca woda opadowa tworzy teren podmokły, odpowiedni dla pandanowców i manuki. Na wyspie żyją nieliczne ptaki (40 gatunków, w tym bieliki białobrzuche, nektarniki, rybołowy i rybitwy) oraz nietoperze (głównie owadożerne).
Wyspa była miejscem obrządków związanych z przyjęciem dojrzewających chłopców do grona dorosłych Aborygenów Dingaal. Została odkryta w 12 sierpnia 1770 r. przez Jamesa Cooka, a jej wzniesienia stanowiły dla niego punkt obserwacyjny w poszukiwaniach wyjścia z labiryntu rafy koralowej. Jej nazwa pochodzi od zamieszkujących ją goan.
Na wyspie położona jest placówka terenowa Australian Museum z Sydney.